# Mbuji-Mayi
Mbuji-Mayi (fram till 1966 Bakwanga) är huvudstad i provinsen Kasaï-Oriental i centrala Kongo-Kinshasa. Staden beräknas ha cirka 2,3 miljoner invånare 2018 och är därmed den näst största staden i Kongo, efter Kinshasa och före Lubumbashi. Diamantutvinning är en viktig inkomstkälla i området. Staden grundades 1909 av gruvbolaget Société Minière de Bakwanga.